# Stuart Donaldson
Stuart Alexander Donaldson (ur. 16 grudnia 1812 w Londynie, zm. 11 stycznia 1867 w Carleton) – brytyjski przedsiębiorca i polityk działający głównie w Australii. W 1856 jako pierwsza osoba w historii pełnił urząd premiera Nowej Południowej Walii.

## Życiorys

### Młodość i kariera zawodowa
Pochodził z londyńskiej rodziny kupieckiej, jego ojciec prowadził rozległe interesy w koloniach. Młody Stuart rozpoczął pracę dla ojca już w wieku 15 lat. W latach 1831–1834 przebywał w Meksyku, gdzie miał szlifować swoje umiejętności kupieckie. Następnie od 1831 do 1844 po raz pierwszy pracował w Sydney. Po trzyletnim pobycie w Anglii, powrócił na Antypody w 1844. Od 1839 był australijskim przedstawicielem firmy Lloyds of London. Równocześnie skupywał coraz więcej ziemi rolnej. W roku 1840 posiadał już ponad 100 tysięcy hektarów ziemi i 34 tysiące owiec. W połowie lat 40. jego interesy poważnie podupadły za sprawą kryzysu gospodarczego i błędów wynajmowanych przez niego zarządców, ale w ciągu kolejnych kilku lat powrócił do statusu członka elity finansowej Nowej Południowej Walii.

### Kariera polityczna
W 1848 został jednym z wybieralnych członków Rady Ustawodawczej Nowej Południowej Walii. Zasiadał w niej do roku 1853, a potem ponownie w latach 1855-1856. W 1851 był bohaterem głośnego sporu z Thomasem Mitchellem, który poczuł się obrażony jedną z wypowiedzi Donaldsona w czasie kampanii wyborczej. Mitchell zażądał publicznych przeprosin i choć Donaldson szybko wykupił w prasie stosowne ogłoszenie, Mitchell nadal nie czuł się usatysfakcjonowany. Spór znalazł swój finał w pojedynku na pistolety, w czasie którego obaj adwersarze strzelali niecelnie. Pojedynki były wówczas surowo zakazane w prawie kolonii, ale ze względu na wysoki status obu antagonistów oraz fakt, że ostatecznie nikt nie ucierpiał, gubernator Charles Augustus FitzRoy postanowił przymknąć oko na zaistniałą sytuację.
W 1856 Nowa Południowa Walia jako pierwsza kolonia australijska uzyskała autonomię, a wraz z nią w pełni wybieralną izbę niższą parlamentu – Zgromadzenie Ustawodawcze Nowej Południowej Walii. Donaldson znalazł się wśród posłów pierwszej kadencji. W Australii nie istniały wówczas zorganizowane partie polityczne, wszelkie frakcje parlamentarne miały charakter nieformalny, a układ sił ulegał częstym zmianom. Gubernator William Denison powierzył Donaldsonowi misję sformowania pierwszego rządu autonomicznego. W skład jego gabinetu weszli: Thomas Holt, William Manning, John Darvall oraz George Nichols. Dodatkowo ministrem bez teki był James Macarthur.
Gabinet Donaldsona przetrwał tylko dwa miesiące i dwadzieścia dni. Wynikało to głównie z ogromnej niestabilności i złożoności układu politycznego w kolonii, który utrudniał normalne rządzenie. Dodatkowo w czasie urzędowania Donaldsona zmarł jego ukochany brat James, co znacznie pogorszyło psychiczne samopoczucie premiera. 25 sierpnia 1856 gabinet przegrał w Zgromadzeniu głosowanie nad stosunkowo mało istotną kwestią z dziedziny sądownictwa, ale był to dla Donaldsona impuls, pod wpływem którego podał się do dymisji. Nowym premierem został Charles Cowper, zaś Donaldson zgodził się pozostać we władzach kolonii jako sekretarz skarbu. Pełnił tę funkcję do 1857, dwa lata dłużej pozostał członkiem parlamentu kolonii, zaś do 1861 zasiadał w Senacie University of Sydney (formalnie, bo przez dwa ostatnie lata tego okresu był już poza Australią).

### Późniejsze życie
W 1859 powrócił do Anglii, gdzie w 1860 otrzymał tytuł szlachecki Sir (jako tzw. Knight Bachelor, czyli osoba, która otrzymuje ten tytuł jako specjalny przywilej, a nie w związku z odznaczeniem jednym z orderów). Dwukrotnie kandydował bez powodzenia do Izby Gmin. Zmarł w swoim wiejskim domu w Cumberland w styczniu 1867 roku, w wieku 54 lat.

## Rodzina
Donaldson miał pięcioro dzieci, czterech synów i córkę. Byli wśród nich:
- Stuart Alexander Donaldson – duchowny anglikański, wicekanclerz University of Cambridge
- St Clair Donaldson – pierwszy anglikański arcybiskup Brisbane
- Sir Hay Frederick Donaldson – jeden z najwybitniejszych brytyjskich inżynierów swojego pokolenia